# L'Astrée
Pour les articles homonymes, voir Astrée.
L’Astrée est une narration pastorale en 5 volumes d'Honoré d'Urfé publié de 1607 à 1627.
Œuvre littéraire majeure du XVIIe siècle, l’Astrée est parfois appelé « le Roman des romans », d’abord par sa taille, qui le désigne comme le premier roman-fleuve de la littérature française (5 parties en 12 livres chacune soit 60 livres au total, 40 histoires, 5 399 pages), mais aussi par le succès considérable qu’il a eu dans l’Europe tout entière (traduit en un grand nombre de langues et lu par toutes les cours européennes).
Aujourd’hui encore, cette œuvre extraordinaire est rééditée régulièrement, que ce soit dans des éditions intégrales, dans un format livre de poche ou même en bande dessinée. Les trois premières parties sont publiées en 1607, 1610, et 1619 et lorsque d’Urfé meurt en 1625, son secrétaire Balthazar Baro aurait achevé la quatrième partie et lui aurait donné une suite (1632–1633). Mais selon Larousse (1863), les cinquième et sixième parties auraient été composées par Pierre Boitel, sieur de Gaubertin, et éditées en 1626.

## Résumé

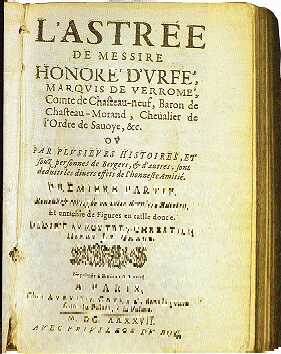
Une édition de L’Astrée du XVIIe siècle.

Il est difficile, voire impossible, d’établir une sorte de résumé de L’Astrée, car ce livre n’est pas qualifié sans raison de roman-fleuve ou d’œuvre à tiroirs. Il est constitué de 5 parties, de 40 histoires, de 60 livres et de 5399 pages. Mais le fil rouge de ce livre reste l’histoire d’amour parfaite entre Astrée, l’héroïne qui a donné son nom au livre, et Céladon, un personnage qui a donné son nom à un type de céramique propre à la Chine et à l’Extrême-Orient. Il s’agit de deux bergers foréziens. Les perfidies de certains personnages, les ambitions politiques d’autres, les mésaventures amoureuses des deux héros constituent la grande partie de ce roman extrêmement dense et complexe qui contient diverses autres péripéties vécues par des personnages n’ayant aucun lien avec l’histoire centrale, mais qui illustrent par leurs vies celles vécues par les protagonistes principaux.
Au Ve siècle de notre ère, dans la Gaule des druides et dans la plaine du Forez arrosée par le Lignon, le jeune berger Céladon aime une bergère, Astrée. Celle-ci, qui croit à tort son amant infidèle, le chasse de sa vue. Désespéré, le jeune homme se jette dans les eaux du fleuve. La nymphe Galathée a beau le sauver et lui offrir son cœur, il ne pense qu'à sa maîtresse et court ensevelir son amour dans les bois, pendant qu'Astrée est livrée au remords et à la douleur. Un druide propose alors au jeune berger un stratagème pour qu'il puisse revoir sa bergère sans l'offenser. Déguisé en fille, Céladon devient Alexis, qui rappelle si bien à Astrée son jeune berger qu'elle prend la nouvelle venue en amitié. Il suffit pourtant à Astrée de découvrir le subterfuge pour ordonner au coupable de mourir, tout en promettant de ne pas lui survivre. Les deux amants se rendent chacun de leur côté à la fontaine de la vérité de l'amour avec l'intention de se laisser dévorer par les fauves qui en gardent l'accès, mais leur présence fait cesser les enchantements et ils sont enfin unis par l'oracle d'Amour.
À cette intrigue pastorale s'en ajoute une autre (sans parler de l'écheveau des histoires secondaires), d'ordre politique, qui raconte les menées du bouillant guerrier Polémas pour obtenir la main de la princesse Galathée, laquelle doit succéder sur le trône à sa mère, reine de la contrée. Il faudra toutes sortes de péripéties et une guerre pour que l'ambitieux soit éliminé, la princesse rendue à son premier « serviteur », le beau Lindamor, et la paix restaurée dans la vallée du Lignon.

## Situation géographique de l’œuvre
L’Astrée est un « roman pays », qui se déroule dans le Forez, région située au nord de Saint-Étienne, et qui est évoquée très élogieusement au tout début du livre, avec cette célèbre introduction :
« Auprès de l’ancienne ville de Lyon, du côté du soleil couchant, il y a un pays nommé Forez, qui en sa petitesse contient ce qu’il y a de plus rare au reste des Gaules… Plusieurs ruisseaux en divers lieux vont baignant la plaine de leurs claires ondes, mais l’un des plus beaux est Lignon, qui vagabond en son cours, aussi bien que douteux en sa source, va serpentant par cette plaine depuis les hautes montagnes de Cervières et de Chalmazel jusqu'à Feurs où Loire le recevant, et lui faisant perdre son nom propre, l’emporte pour tribut à l’Océan. »
L’apparente fierté de l’auteur du texte précédent vient probablement du fait qu’il fut lui-même habitant de la région décrite, et ce dans le château Renaissance de la Bastie d'Urfé, construit par son grand-père, Claude d'Urfé. Aussi, et c’est en cela que le livre perdure à travers les âges depuis sa rédaction, le théâtre des actions racontées dans le livre est toujours présent dans le Forez, et, ayant conservé les mêmes noms, les lieux et les itinéraires sont particulièrement propices à l’évocation du roman. Ainsi, à côté de la Bastie d'Urfée (Saint-Étienne-le-Molard), le long du Lignon du Forez, un petit itinéraire-souvenir a été créé : les Chemins de l'Astrée.
Honoré d'Urfé y donne à la rivière Lignon du Forez une place importante, qu'il décrit : « … Le cours de cette rivière, qui passant, contre les murailles de la ville de Boën, semble couper cette plaine presque par le milieu, s’allant rendre au-dessous de Feurs dans le sein de la Loire… ». La Communauté de communes du Pays d'Astrée, qui a existé de 1995 à 2017 autour de Boën dans le Forez, s'était donné un nom en référence à L'Astrée.

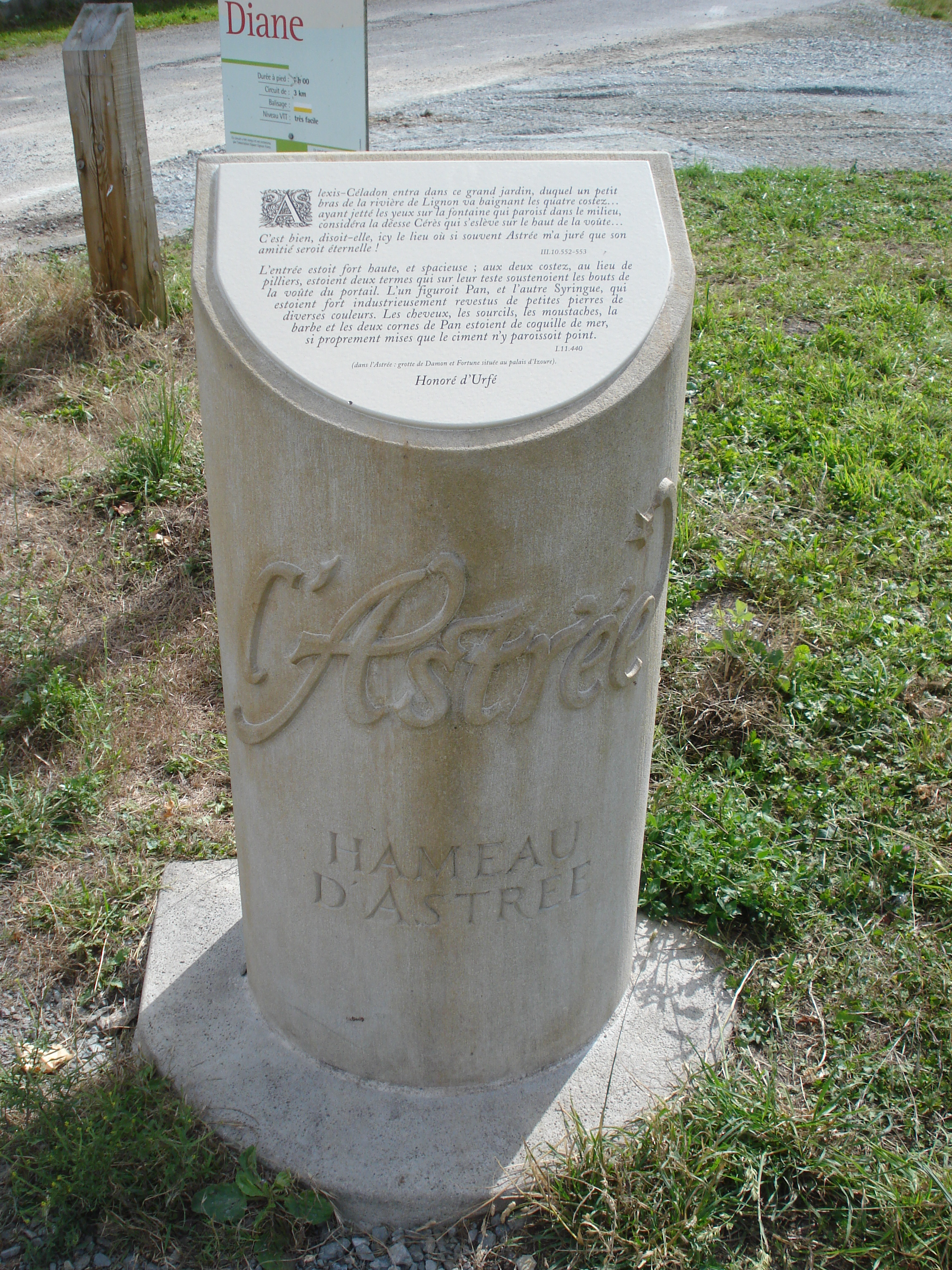
Chemins de l'Astrée, Hameau d'Astrée
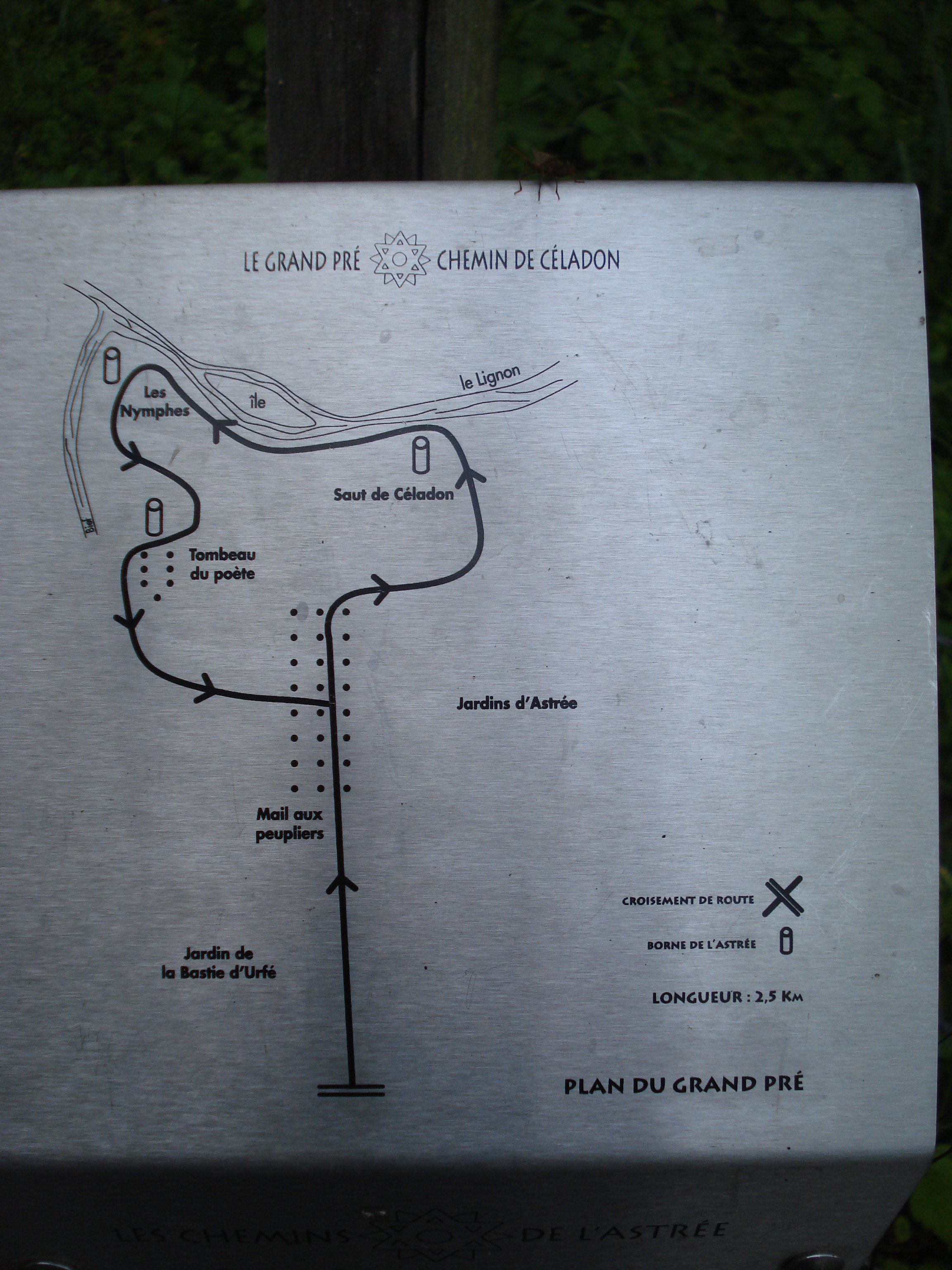
Chemins de l'Astrée, plan du grand pré
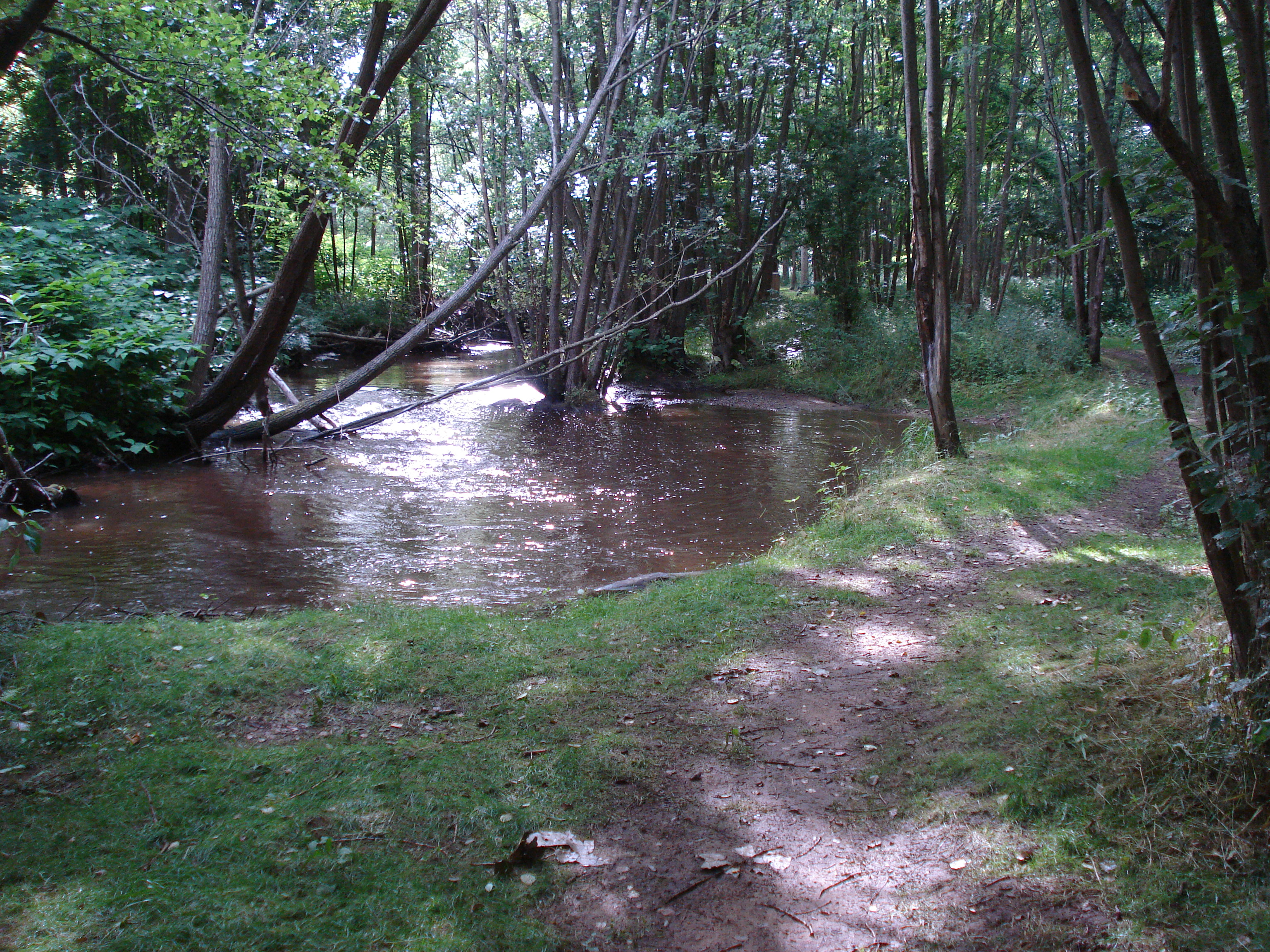
Chemins de l'Astrée, Le Lignon du Forez
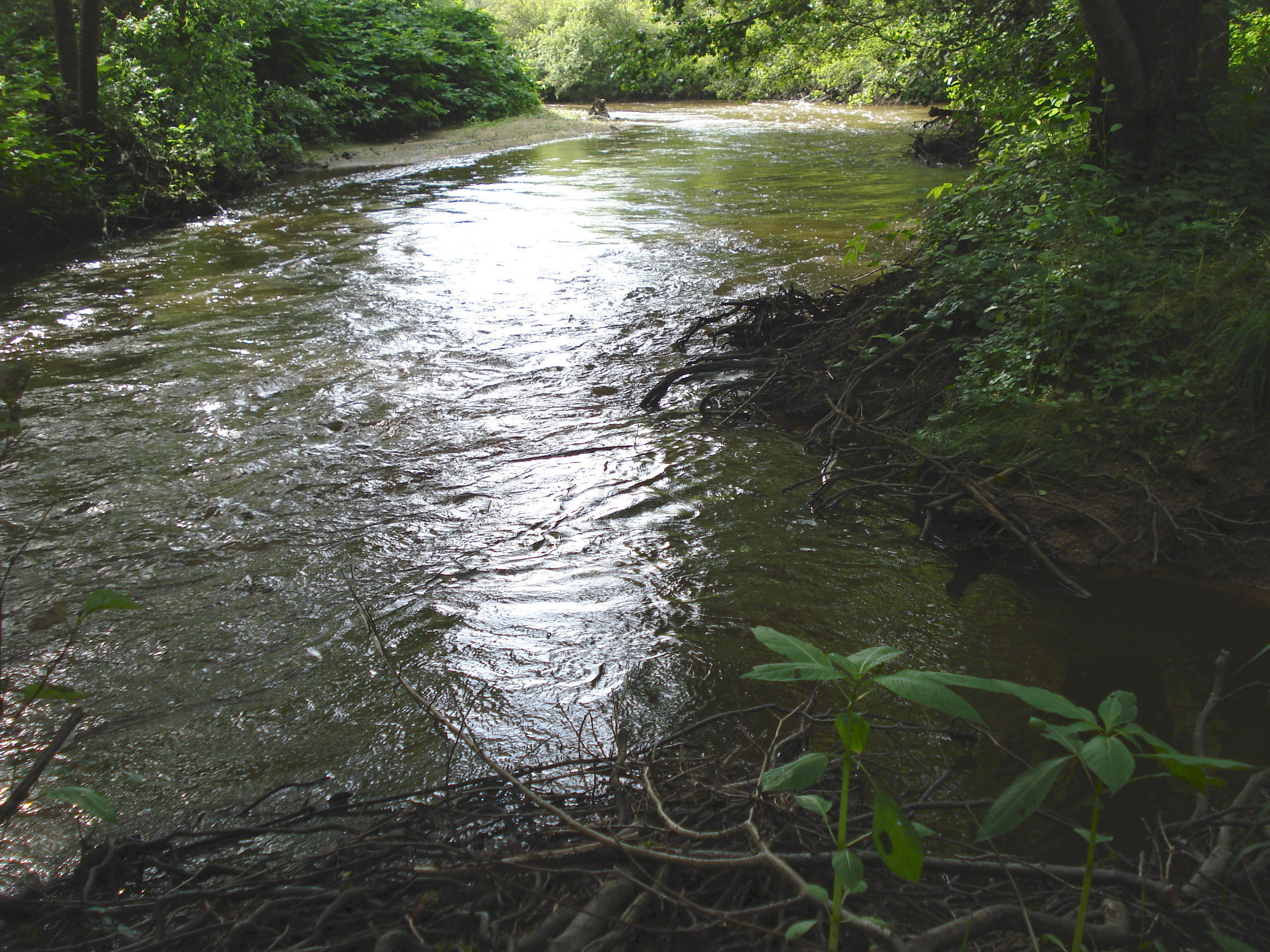
Chemins de l'Astrée, Le Lignon du Forez
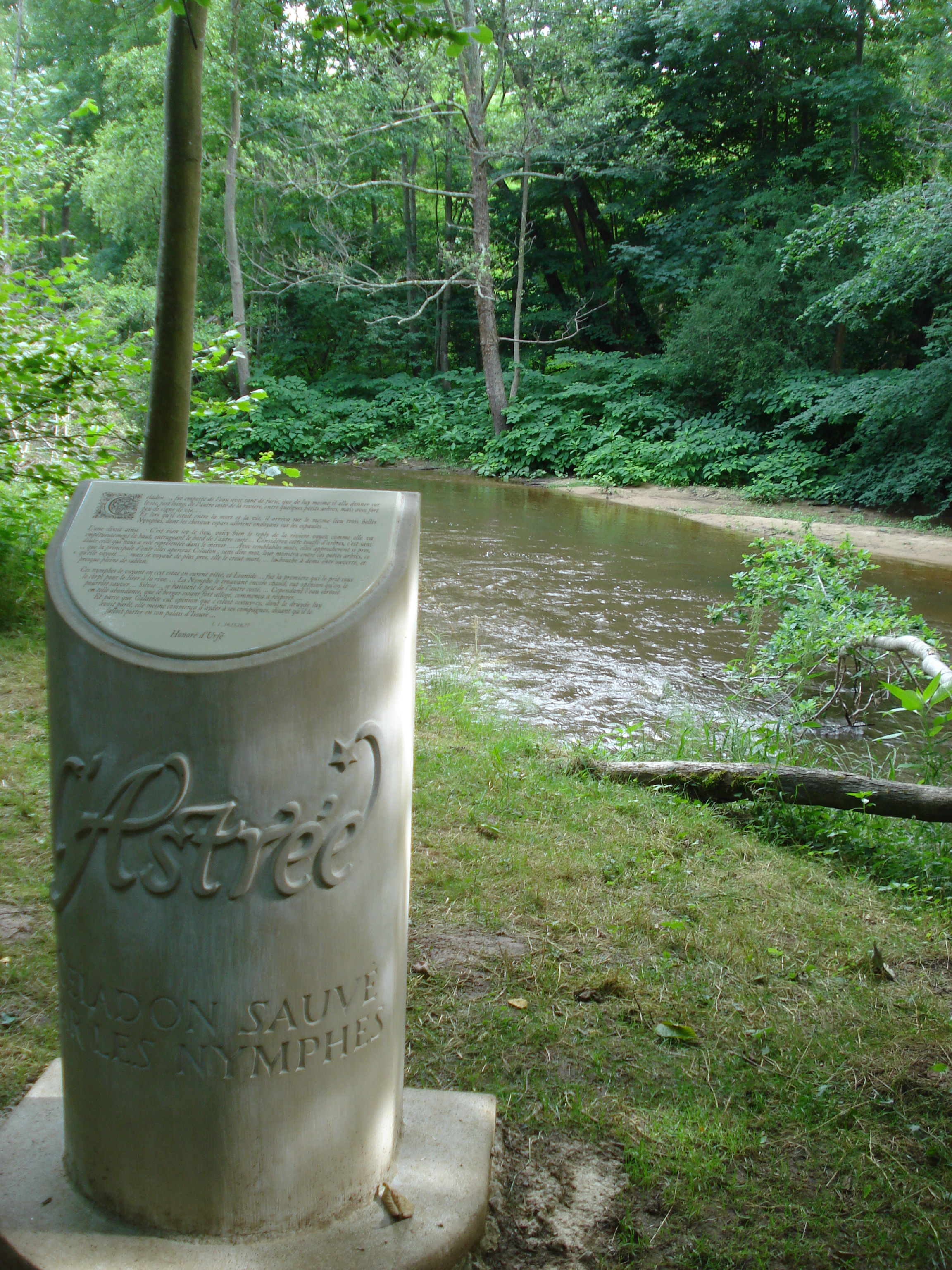
Chemins de l'Astrée, Le Lignon, Céladon sauvé par les nymphes
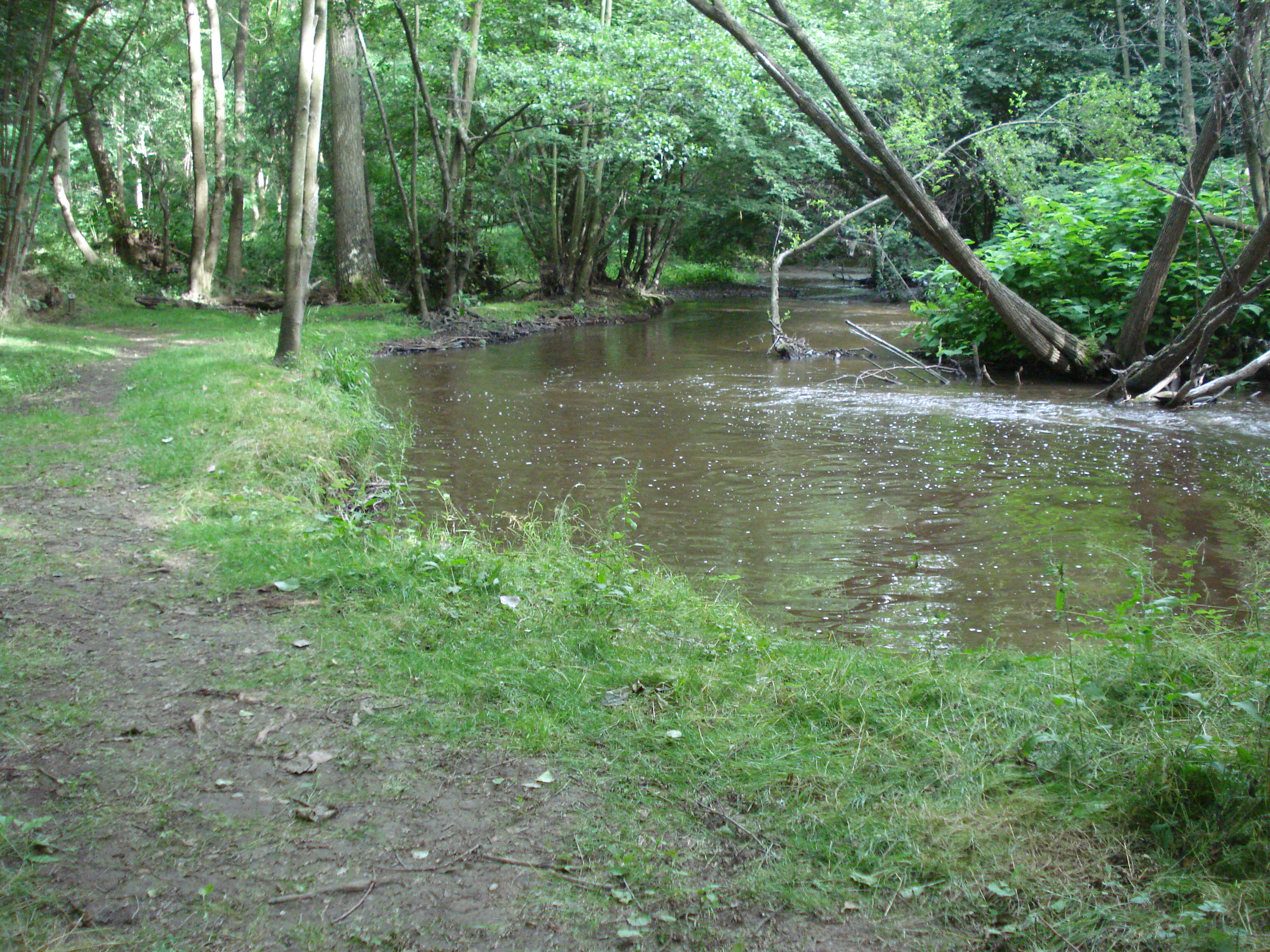
Chemins de l'Astrée, Le Lignon du Forez
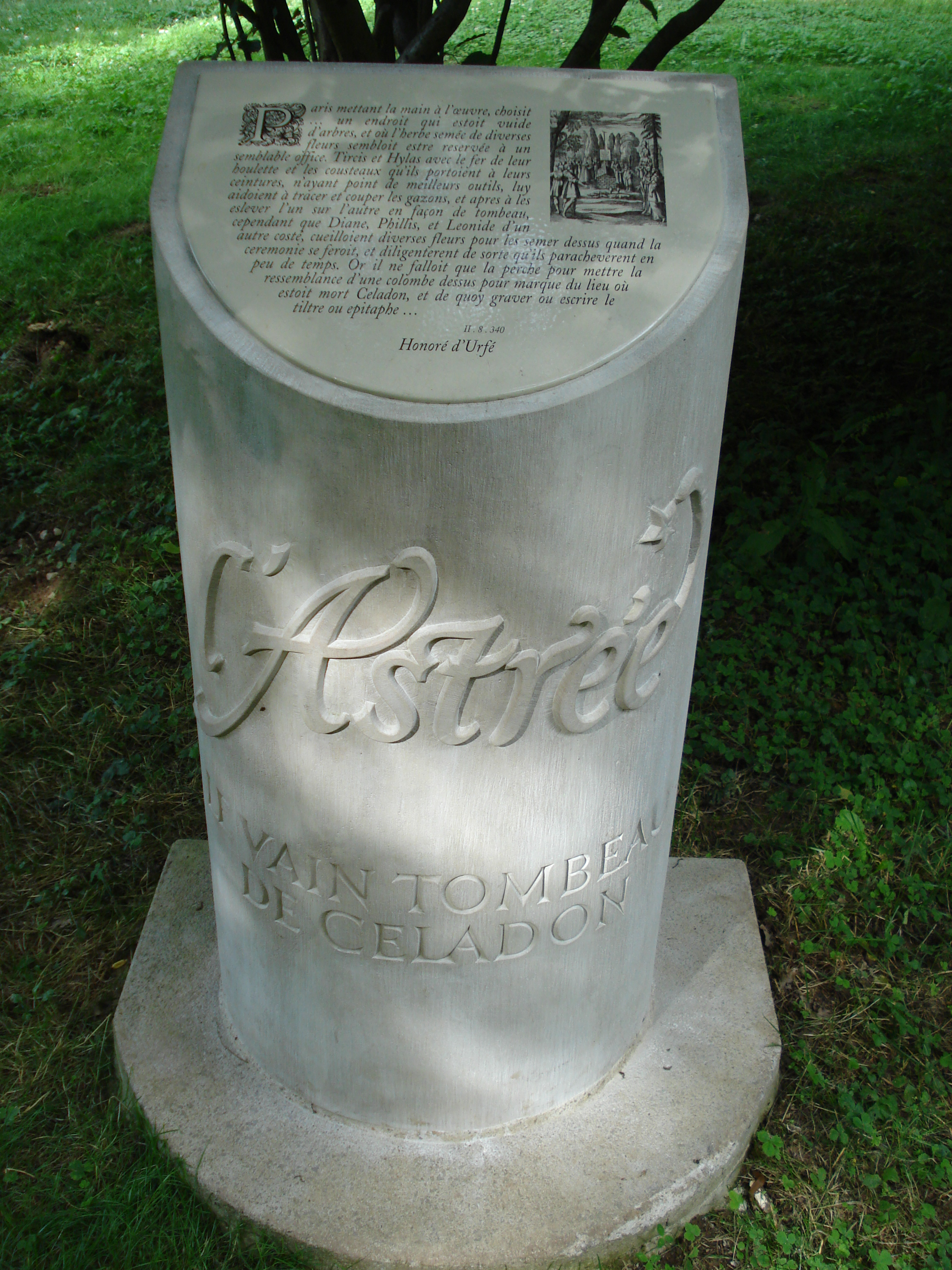
Chemins de l'Astrée, poteau indiquant le vain tombeau de Céladon
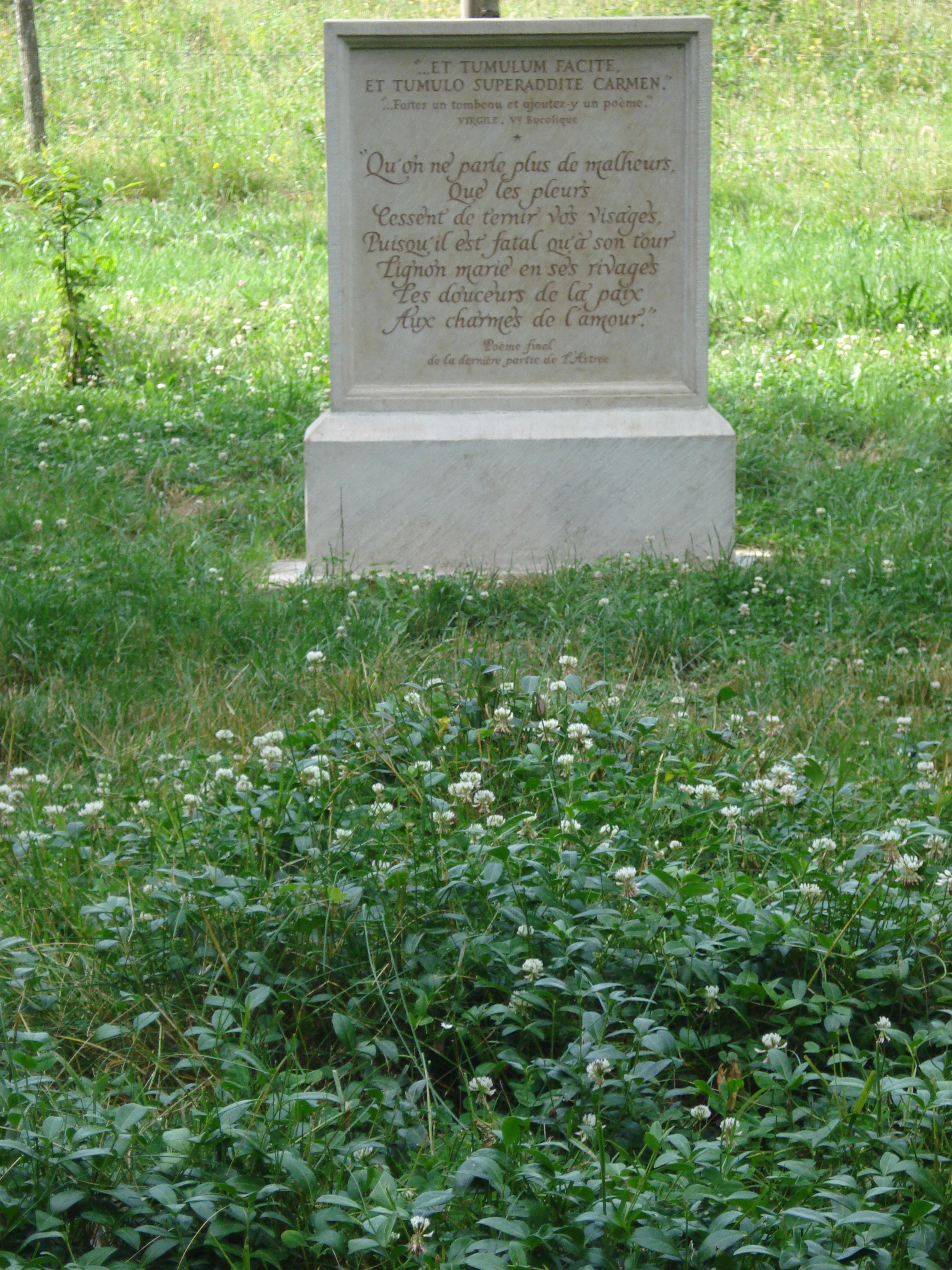
Chemins de l'Astrée, le vain tombeau de Céladon

## Influences
Cette œuvre a été lue par un nombre immense de personnes, et par là influença de nombreux auteurs comme Jean-Jacques Rousseau, Voltaire, Jean de La Fontaine ou Molière qui pendant leur enfance et leur adolescence, furent enchantés par l’Astrée. Cette œuvre marqua un tournant dans la littérature mondiale, et eut une influence considérable sur le roman, le théâtre, l’opéra et les mentalités les plus diverses.

## Art et nature dansL'Astrée
Le roman comporte de nombreuses descriptions d’œuvres d’art (ekphrasis) qui célèbrent les compétences des maîtres de la Renaissance. Les œuvres décrites par Honoré d’Urfé sont si spectaculaires qu’elles créent l'illusion de la réalité (thème cher à la littérature baroque et à l'art baroque en général, y compris musical) et les personnages ne sont parfois plus en mesure de déterminer ce qui est vrai. C'est ce qui arrive notamment à Céladon après son saut dans le Lignon, lorsqu'il se réveille dans une chambre ornée de représentations mythologiques.
On trouve également dans le roman des œuvres beaucoup plus simples, comme le temple en l'honneur d'Astrée que Céladon construit de ses propres mains et à l'aide seulement d'arbres qu'il recourbe. Si ces œuvres apparaissent rudimentaires d'un point de vue technique, elles sont essentielles car elles délivrent un message spirituel.

## Astrée dans la mythologie
L’héroïne qui apparaît dans l’œuvre d’Honoré d’Urfé est le personnage de la mythologie grecque, qui revient en Gaule et que l’auteur décrit de cette manière dans la dédicace du Tome III, qu’il a faite au roi Louis XIII le Juste, « Fille de Jupiter et de Thémis :[réf. nécessaire] cette Astree que la ſage Antiquité a touſiours priſe pour la Iustice ſe deuoit offrir [au père du roi, Henri le Grand] qui par ſes armes luy auoit donné enuie de deſcendre du Ciel, pour reunir dans les Gaules ſon ancienne & plus agrèable demeure. » Avec un tel personnage principal, l’Astrée est une prolifique synthèse des mythes fondateurs de l’Europe ou la recherche d’une certaine éthique, les thèmes de la justice et de la paix font de cette œuvre une vision du monde toujours contemporaine.

## "Des amoureux hésitants: la pastorale" (analyse de Thomas Pavel dansLa Pensée du roman[7])
Le roman pastoral évoque un monde où tous les actes des personnages sont régis par l’amour.
Ces récits prennent place dans un cadre délibérément fictif, une nature bienveillante et intouchée des conventions sociales. Les personnages sont d’innocents bergers de religion païenne (dieux antiques), souvent accompagnés de nymphes et créatures magiques. Leur société est unie et confiante, et dans ce lieu idyllique (locus amoenus), les protagonistes n’ont apparemment rien d’autre à faire que d’aimer et de chanter leurs amours. 
Ainsi, les pastorales du XVIe siècle ont un aspect essentiellement contemplatif : « les personnages des pastorales de la Renaissance réfléchissent calmement à leur amour en termes poétiques et philosophiques.» Leur réflexion sur l’amour revêt souvent une orientation néoplatonicienne, qui fait d’Eros une force cosmique qui élève les hommes vers le bien et la beauté. Cette conception de l’amour parfait conduit à identifier différentes formes d’amour qui s’en rapprochent plus ou moins, la plus imparfaite étant celle qui s’attache uniquement au corps alors que l’amour parfait ne considère que l’âme. L’impossibilité de trouver cet amour parfait est source d’éternelles lamentations pour les personnages. L’amour les met à l’épreuve : le difficile chemin vers l’amour parfait comporte souffrances, déception et jalousie. Du reste, le dénouement heureux n’est jamais garanti. 
Fort de ces réflexions et de ces lamentations, le roman pastoral se nourrit très peu d’action mais bien plus de récits et de confessions, souvent empreints de poésie. On y trouve de nombreuses histoires parallèles ou de récits enchâssés qui évoquent la multiplicité des situations amoureuses et la diversité des obstacles auxquels elles sont confrontées. Un des thèmes récurrents est l’énigme de l’union entre le corps et l’âme : de nombreuses situations soulignent « la distinction entre la chair trompeuse [qui peut être déguisée ou méconnue] et l’âme qui est le seul véritable objet de l’amour ». 
L’Astrée d’Honoré d’Urfé est un exemple intéressant qui offre une synthèse entre la force de l’idéal qui gouverne les héros et la fragilité du cœur humain qui se transforme et s’affermit par l’amour. On retrouve dans la pastorale l’idée d’une norme transcendante – celle de l’amour – qui règle une conduite idéale, mais elle trouve sa source dans l’intériorité des personnages, qui s’y conforment en toute liberté. Il engage ainsi une interrogation sur la persistance de la question de l’idéal et de la valeur, le roman puisant sa force non dans la simple dénonciation des illusions mais dans l’exploration de l’écart entre le monde et l’idéal. En tentant de réhabiliter la veine du roman héroïque et précieux, il combat une vision réductrice du romanesque, un roman comme L’Astrée étant, selon lui, une sorte de parcours à travers les discours amoureux de l’époque et un questionnement sur la manière de les vivre et de les incarner dans divers couples de personnages. Même si le parcours initiatique du héros Céladon insiste sur ses fautes et ses échecs, l’amour tel qu’il est dépeint dans cette œuvre demeure un désir d’absolu, une exigence autant qu’une passion. 

## Éditions

### Éditions originelles

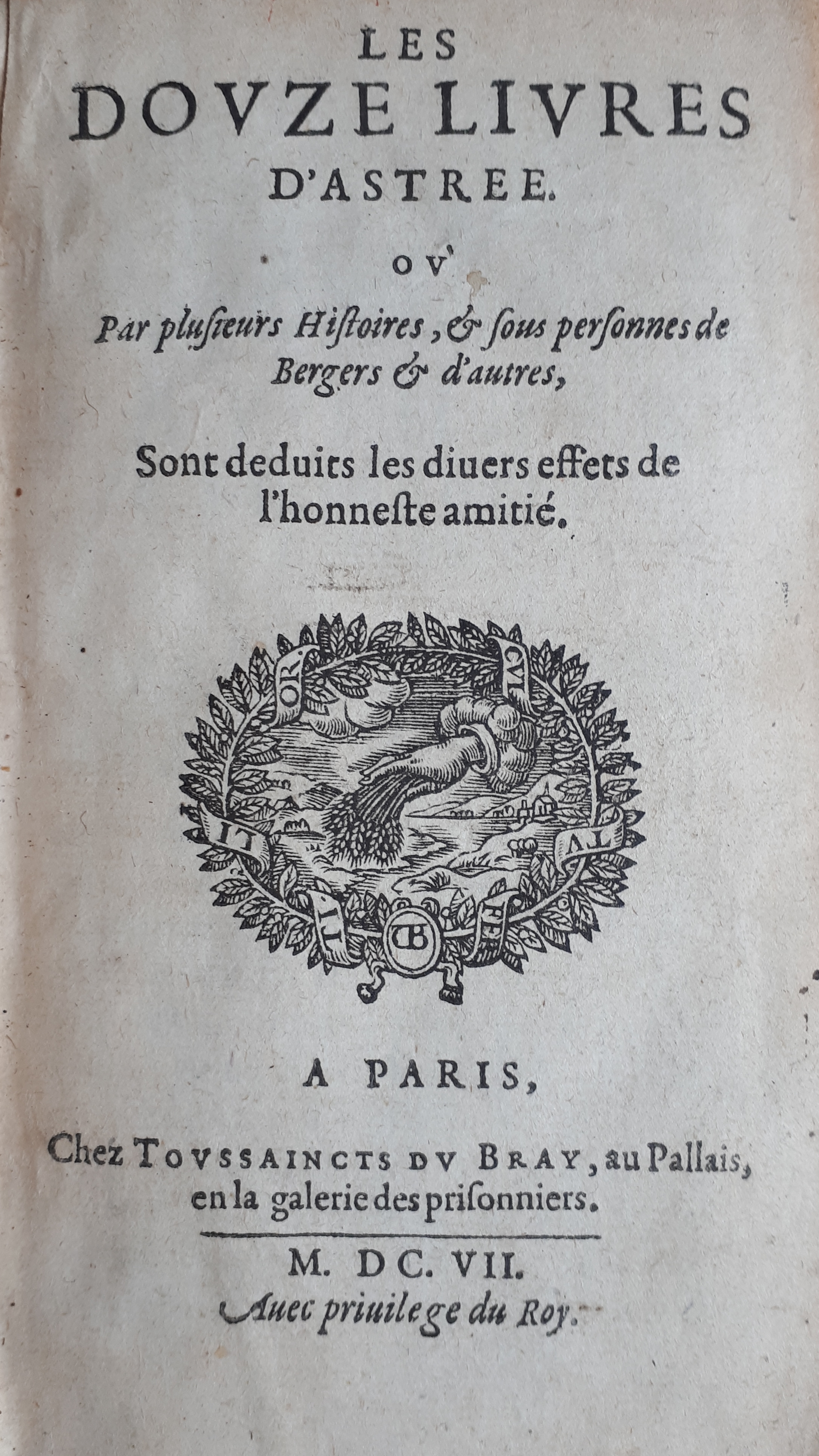
Page de garde de l'édition originale du premier volume de l'Astrée 1607

- Page de garde de l'édition originale du premier volume de l'Astrée 16071607 : 1re partie : Les dovze livres d'Astree ov par pluſieurs Hiſtoires, & ſous perſonnes de bergers & d'autres, sont deduits les diuers effets de l'honneſte amitié, a Paris chez Toussaincts dv Bray, au Pallais, en la galerie des priſonniers
- 1610 : 2e partie
- 1619 : 3e partie
- 1627 : 4e partie
- 1628 : 5e partie
- 1632-1633 : première édition complète en cinq volumes in 8o

### Autres éditions anciennes
- 1733 : L’astrée de M. D’Urfé, Pastorale allégorique avec la clé. Nouvelle édition, où, sans toucher au fonds ni aux épisodes, on s’est contenté de corriger le langage et d’abréger les conversations, 5 tomes en 5 volumes, in-−8°, chez Pierre Witte et Didot à Paris en 1733, illustré de 12 estampes par volume, gravées sur cuivre d’après Gravelot pour la plupart. Dernière édition ancienne de l’Astrée.

### Éditions intégrales récentes
- 1925 : par Hugues Vaganay, publié sous les auspices de la Diana
- 2005 - 2019 : par Eglal Henein, professeur émérite de l’université Tufts, aux États-Unis : Deux visages de l’Astrée. Édition critique électronique des quatre parties de l’Astrée publiées du vivant de l'auteur : la première en 1607, la seconde en 1610, la troisième en 1619, et la quatrième en 1624. La dernière édition complète revue et publiée par l'auteur lui-même, en 1621 est aussi présentée. Le site offre une version en français moderne des quatre parties. La première partie a paru en 2007, la deuxième en 2010, la troisième en 2014 et la quatrième en 2019. La cinquième et la sixième parties, posthumes, sont en cours d'édition.
- 2006 : par Reinhard Krüger, de l’université de Stuttgart (Allemagne) Édition complète de l’Astrée
- 2007 : par Delphine Denis et Alexandre Gefen  ; équipe constituée de Jean-Marc Châtelain, Camille Esmein, Laurence Giavarini, Franck Greiner et Stéphane Macék rattachée au CELLF 17e/18e siècles de l'université Paris-Sorbonne Édition en ligne des quatre parties de l’Astrée
- 2011 : Honoré d’Urfé, L’Astrée. Première partie. Édition critique établie sous la direction de Delphine Denis (éditions Honoré Champion).
- 2016 : Honoré d’Urfé, L’Astrée. Deuxième partie. Édition critique établie sous la direction de Delphine Denis (éditions Honoré Champion).
- 2022 : Honoré d’Urfé, L’Astrée. Troisième partie. Édition critique établie sous la direction de Delphine Denis (éditions Honoré Champion).

## Adaptations

### Musique
- 1691 : Astrée, opéra français en 5 actes créé le 28 novembre 1691 ; composition musicale de Pascal Colasse, livret de Jean de La Fontaine
- 2008 : L'Astrée : musiques d'après le roman d'Honoré d'Urfé, Ensemble Faenza, dir. Marco Horvat, 1 CD Alpha 127
- 2009 : L'Astrée, de Gérard Pesson (musique), Martin Kaltenecker, Philippe Beck et Gérard Pesson (livret), cCréation au Théâtre du Châtelet en juin 2009
- 2010 : Il était une Bergère (spectacle musical). Adaptation de l'ensemble Céladon, direction artistique Paulin Bündgen, mise en scène Jacques Chambon, création à la Bastie d'Urfé en 2010, reprise à l'Acte 2 Théâtre à Lyon en 2011

### Bande dessinée
- 2002 : L’Astrée d’Honoré D’Urfé, l’histoire d’Astrée et de Céladon, de Patrick Ballet (dessin) et Louis Bouchet (adaptation)

### Cinéma
- 2007 : Les Amours d'Astrée et de Céladon, film français d'Éric Rohmer, dont c'est l'ultime film, adapte le roman-fleuve en se recentrant sur la relation des protagonistes, et en supprimant de nombreuses intrigues. Rohmer renonça à tourner dans la région de Forez, affirmant qu'elle avait été défigurée par l'urbanisation[8].
- 2014 : Maestro, film français de Léa Fazer, qui est un métafilm sur l'adaptation de Rohmer.